# ニューヨーク映画批評家協会賞 撮影賞
ニューヨーク映画批評家協会賞 撮影賞は、ニューヨーク映画批評家協会によって贈られる賞のひとつである。

## 受賞者

### 1980年代
| 年   | 作品                         | 撮影監督                                   |
| ---- | ---------------------------- | ------------------------------------------ |
| 1980 | 『テス』                     | ジェフリー・アンスワース、ギスラン・クロケ |
| 1981 | 『炎のランナー』             | デヴィッド・ワトキン                       |
| 1982 | 『ソフィーの選択』           | ネストール・アルメンドロス                 |
| 1983 | 『カメレオンマン』           | ゴードン・ウィリス                         |
| 1984 | 『キリング・フィールド』     | クリス・メンゲス                           |
| 1985 | 『愛と哀しみの果て』         | デヴィッド・ワトキン                       |
| 1986 | 『眺めのいい部屋』           | トニー・ピアース＝ロバーツ                 |
| 1987 | 『ラストエンペラー』         | ヴィットリオ・ストラーロ                   |
| 1988 | 『ベルリン・天使の詩』       | アンリ・アルカン                           |
| 1989 | 『ドゥ・ザ・ライト・シング』 | アーネスト・ディッカーソン                 |

### 1990年代
| 年   | 作品                       | 撮影監督                 |
| ---- | -------------------------- | ------------------------ |
| 1990 | 『シェルタリング・スカイ』 | ヴィットリオ・ストラーロ |
| 1991 | 『バートン・フィンク』     | ロジャー・ディーキンス   |
| 1992 | 『ザ・プレイヤー』         | ジャン・ルピーヌ         |
| 1993 | 『シンドラーのリスト』     | ヤヌス・カミンスキー     |
| 1994 | 『エド・ウッド』           | ステファン・チャプスキー |
| 1995 | 『上海ルージュ』           | リュイ・ラー             |
| 1996 | 『奇跡の海』               | ロビー・ミューラー       |
| 1996 | 『デッドマン』             | ロビー・ミューラー       |
| 1997 | 『クンドゥン』             | ロジャー・ディーキンス   |
| 1998 | 『シン・レッド・ライン』   | ジョン・トール           |
| 1999 | 『ストレイト・ストーリー』 | フレディ・フランシス     |

### 2000年代
| 年   | 作品                             | 撮影監督                                                     |
| ---- | -------------------------------- | ------------------------------------------------------------ |
| 2000 | 『グリーン・デスティニー』       | ピーター・パウ                                               |
| 2001 | 『花様年華』                     | クリストファー・ドイル、リー・ピンビン                       |
| 2002 | 『エデンより彼方に』             | トッド・ヘインズ、エドワード・ラックマン                     |
| 2003 | 『エレファント』                 | ハリス・サヴィデス                                           |
| 2003 | 『GERRY ジェリー』               | ハリス・サヴィデス                                           |
| 2004 | 『HERO』                         | クリストファー・ドイル                                       |
| 2005 | 『2046』                         | クリストファー・ドイル、クワン・プンリョン、ライ・イウファイ |
| 2006 | 『パンズ・ラビリンス』           | ギレルモ・ナヴァロ                                           |
| 2007 | 『ゼア・ウィル・ビー・ブラッド』 | ロバート・エルスウィット                                     |
| 2008 | 『スラムドッグ$ミリオネア』      | アンソニー・ドッド・マントル                                 |
| 2009 | 『白いリボン』                   | クリスティアン・ベアガー                                     |

### 2010年代
| 年   | 作品                                                  | 撮影監督                 |
| ---- | ----------------------------------------------------- | ------------------------ |
| 2010 | 『ブラック・スワン』                                  | マシュー・リバティーク   |
| 2011 | 『ツリー・オブ・ライフ』                              | エマニュエル・ルベツキ   |
| 2012 | 『ゼロ・ダーク・サーティ』                            | グリーグ・フレイザー     |
| 2013 | 『インサイド・ルーウィン・デイヴィス 名もなき男の歌』 | ブリュノ・デルボネル     |
| 2014 | 『エヴァの告白』                                      | ダリウス・コンジ         |
| 2015 | 『キャロル』                                          | エドワード・ラックマン   |
| 2016 | 『ムーンライト』                                      | ジェームズ・ラクストン   |
| 2017 | 『マッドバウンド 哀しき友情』                         | レイチェル・モリソン     |
| 2018 | 『ROMA/ローマ』                                       | アルフォンソ・キュアロン |
| 2019 | 『燃ゆる女の肖像』                                    | クレール・マトン         |

### 2020年代
| 年   | 作品                             | 撮影監督                 |
| ---- | -------------------------------- | ------------------------ |
| 2020 | 『スモール・アックス』           | シャビアー・カークナー   |
| 2021 | 『ウエスト・サイド・ストーリー』 | ヤヌス・カミンスキー     |
| 2022 | 『トップガン マーヴェリック』    | クラウディオ・ミランダ   |
| 2023 | 『オッペンハイマー』             | ホイテ・ヴァン・ホイテマ |